# Крик, Адам
Адам Крик (англ. Adam Kreek; род. 2 декабря 1980, Лондон, Онтарио) — канадский гребец, выступавший за сборную Канады по академической гребле в период 2001—2008 годов. Чемпион летних Олимпийских игр в Пекине, трёхкратный чемпион мира, трёхкратный обладатель Grand Challenge Cup Королевской регаты Хенли, победитель шести этапов Кубка мира, многократный победитель национальных первенств, многих студенческих регат в Канаде и США.

## Биография
Адам Крик родился 2 декабря 1980 года в городе Лондон провинции Онтарио. Внук известного эстонского легкоатлета Александра Креэка (эст. Aleksander Kreek), чемпиона Европы 1938 года в толкании ядра, эмигрировавшего в Канаду в 1950-х годах.
Заниматься академической греблей начал в 1996 году, проходил подготовку в местном одноимённом клубе «Лондон». Поступив в Викторианский университет, присоединился к университетской гребной команде «Виктория Вайкс», неоднократно принимал участие в различных студенческих регатах.
Впервые заявил о себе в гребле на международном уровне в 2001 году, выиграв золотую медаль в восьмёрках на молодёжной регате в Линце.
В 2002 году вошёл в основной состав канадской национальной сборной, в восьмёрках одержал победу на мировом первенстве в Севилье, взял бронзу на этапе Кубка мира в Люцерне.
На чемпионате мира 2003 года в Милане вновь победил в восьмёрках, был лучшим и на этапе Кубка мира в Люцерне.
Победив на этапах Кубка мира 2004 года в Мюнхене и Люцерне, удостоился права защищать честь страны на летних Олимпийских играх в Афинах. В программе восьмёрок отобрался в главный финал А, но в решающем заезде пришёл к финишу лишь пятым и попасть в число призёров не смог.
После афинской Олимпиады из-за проблем со спиной Крик взял перерыв в спортивной карьере и сконцентрировался на учёбе в Стэнфордском университете, где впоследствии получил степень в области геотехники и гидрологии. Состоял в университетской гребной команде «Стэнфорд Кардинал», исполнял роль тренера экипажа новичков.
Вернувшись в большой спорт, в 2007 году в восьмёрках был лучшим на этапах Кубка мира в Линце и Люцерне, победил на мировом первенстве в Мюнхене, став таким образом трёхкратным чемпионом мира по академической гребле.
Выиграв этап Кубка мира 2008 года в Люцерне, благополучно прошёл отбор на Олимпийские игры в Пекине. На сей раз в программе восьмёрок обошёл всех своих соперников в финале, в том числе более чем на секунду опередил ближайших преследователей из Великобритании, и тем самым завоевал золотую олимпийскую медаль. Находясь на верхней ступени пьедестала почёта, Крик отметился крайне экспрессивным исполнением гимна Канады — это исполнение вдохновило триатлониста Саймона Уитфилда, который написал на руле своего велосипеда фразу «Спеть как Адам Крик», а затем постоянно повторял «Спеть как Крик» в заключительной части гонки. Тем не менее, в Пекине Уитфилд стал серебряным призёром и не смог повторить исполнение Крика.
В 2013 году, уже после завершения карьеры профессионального спортсмена, вместе с тремя другими гребцами Крик предпринял грандиозную попытку впервые в истории пройти на вёсельной лодке расстояние от Африки до Северной Америки — из Дакара в Майами. Экспедиция спонсировалась Канадской федерацией дикой природы и сиэтлской общественной организацией OAR Northwest, ей предшествовала серьёзная подготовка с установкой специализированного оборудования по наблюдению за состоянием океана и здоровьем участников. Путешествие через Атлантический океан в итоге продлилось 73 дня. Двигаясь по оптимальной траектории, гребцы преодолели около 6700 километров, но потерпели крушение в районе Бермудского треугольника — вынуждены были просить о помощи посредством находившихся в спасательных жилетах радиолокационных маяков, спасатели обнаружили их и доставили на берег.